# Simo Häyhä

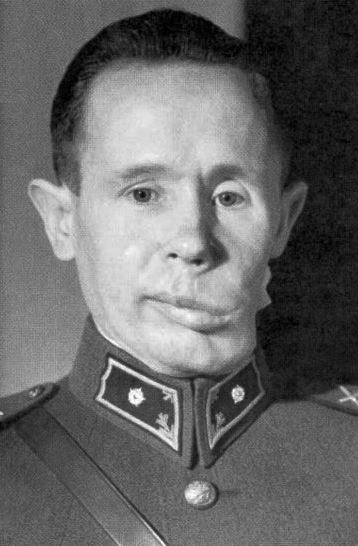
Simo Häyhä după război

Simo Häyhä (pronunțat în finlandeză: [ˈsimɔ ˈhæy̯hæ]) - n. 17 decembrie 1905 – d. 1 aprilie 2002), poreclit „Moartea albă” (în rusă Белая смерть, Belaia smert; finlandeză Valkoinen kuolema; suedeză Vita döden) de către Armata Roșie, a fost un lunetist finlandez. A doborât 542 inamici în Războiul de Iarnă, mai mulți decât oricare alt lunetist de-a lungul istoriei.
Häyhä s-a născut în Rautjärvi, în apropierea actualei frontiere dintre Finlanda și Rusia și a început stagiul militar in 1925. Înainte de a se alătura forțelor armate, Häyhä a fost fermier și un bun vânător. La vârsta de 17 ani, el s-a alăturat miliției voluntare „Garda Albă” („Suojeluskunta” în limba finlandeză) și s-a făcut remarcat prin premiile obținute în cadrul concursurilor de tir sportiv, în provincia Viipuri.

## Războiul de iarnă(„Talvisota”)
În timpul acestui război dintre Finlanda și Rusia, Simo Häyhä a luptat în cadrul armatei finlandeze, în ținută de camuflaj albă, la temperaturi cuprinse între -40 și -20 de grade Celsius. În aceste condiții, cu a sa Mosin–Nagant modificată, Simo Häyhä și-a stabilit recordul impresionant . 
Alte 200 de victime îi sunt atribuite, folosind o mitralieră Suomi KP-31. Ce este într-adevăr remarcabil este faptul că toate victimele au fost înregistrate în mai puțin de 100 de zile de război, într-o perioadă a anului în care lumina naturală e doar câteva ore pe zi.
Ca lunetist, Häyhä a folosit o varianta finlandeză a puștii Mosin-Nagant: M/28 "Pystykorva" sau "Spitz", pentru că se potrivea constituției sale (avea o înălțime de 1.60 m). El a preferat să folosească mira de fier, în detrimentul lunetelor telescopice din mai multe motive: prezintă un obiectiv mai mic (un lunetist trebuie să ridice capul mai mult atunci când utilizează o lunetă telescopică) și o vizibilitate mai fiabilă (sticla telescopică se aburește cu ușurință pe vreme rece), permițând în același timp o acoperire mai bună (lumina soarelui se poate reflecta în lentilele telescopice, dezvăluind poziția lunetistului). 
O altă tactică folosită de către Häyhä a fost de a compacta zăpadă din fața lui, astfel încât lovitura să nu lase urme în zăpadă și să-i  dezvăluie poziția. Din același motiv se spune că obișnuia să aibă gura plină de zăpadă, pentru a nu lăsa aburii produși de respirația sa să-i trădeze ascunzătoarea.
Rușii au încercat în nenumărate rânduri să-l elimine, folosind atât contra-lunetiști, cât și lovituri de artilerie. Pe 6 martie 1940, Häyhä a fost împușcat în maxilarul inferior stâng de către un soldat rus, glontele ricoșând și străpungându-i capul. Unul dintre camarazii care l-au preluat, vorbind despre plaga prin împușcare, a declarat că "jumătate din capul lui lipsea", însă Häyhä nu era mort. Pe 13 martie când și-a recăpătat cunoștința, a fost și ziua în care a fost declarată pacea. 

## Decorații[9]
- Ordinul Crucea Libertății, clasa a 3-a și clasa a 4-a;
- Ordinul Crucea Libertății, Medalia Libertății, prima și a 2-a clasă;
- Crucea Bătăliei Kolla.

La scurt timp după război, Häyhä a fost promovat de la gradul de „alikersantti” (echivalentul gradului de caporal) la gradul de sublocotenent de către mareșalul Carl Gustaf Emil Mannerheim. Nimeni altcineva nu a cunoscut o asemenea avansare rapidă în grad în toată istoria militară a Finlandei.

## DupăRăzboiul de iarnă
Lui Simo Häyhä i-au trebuit câțiva ani ca să-și vindece rana dobândită în război. Glontele i-a sfărâmat maxilarul și l-a lăsat fără obrazul stâng. După cel de al Doilea Război Mondial, recuperarea sa a fost completă, Häyhä devenind un faimos vânător de elani și renumit crescător de câini, participând chiar și la o partidă de vânătoare cu Urho Kekkonen, cel de-al 8-lea președinte al Finlandei.
În 1998 când a fost întrebat cum anume a devenit un lunetist atât de bun, Simo Häyhä a răspuns simplu: „practica”. 
Întrebat dacă are regrete cu privire la faptul că a eliminat atâția oameni, răspunsul lui a fost la fel de scurt: „am făcut ceea ce mi-a fost spus și totodată ceea ce puteam face”
Simo Häyhä și-a petrecut ultimii ani din viață în Ruokolahti, un mic orășel din Finlanda de Sud - Est, la frontiera cu Rusia.

## În cultura populară
Trupa suedeză de  power metal Sabaton i-a dedicat o piesă intitulată „White Death” . Piesa a apărut pe albumul lor „Coat of Arms” din anul 2010  .
Actorul Steven Wiig îl va interpreta pe Simo Häyhä în documentarul produs de HBO Hemingway & Gellhorn care va fi lansat anul viitor.

## Vezi și
- Listă de lunetiști din Al Doilea Război Mondial